# Tsuga canadensis
Tsuga canadensis, tsuga de Canadá o tsuga oriental es una especie arbórea perteneciente a las coníferas Pinophyta, nativo del este de América del Norte. También es conocido como abeto oriental o tuya del Canadá, y en francés canadiense, Pruche du Canada. Habita desde el noreste de Minnesota hasta el este Quebec, y desde el sur de Nueva Escocia, hasta el sur de los Montes Apalaches y la zona norte de Georgia y Alabama. Algunas poblaciones dispersas atípicas ocurren en varias áreas al este y oeste de los Apalaches. Es el árbol estatal de Pensilvania.

## Descripción

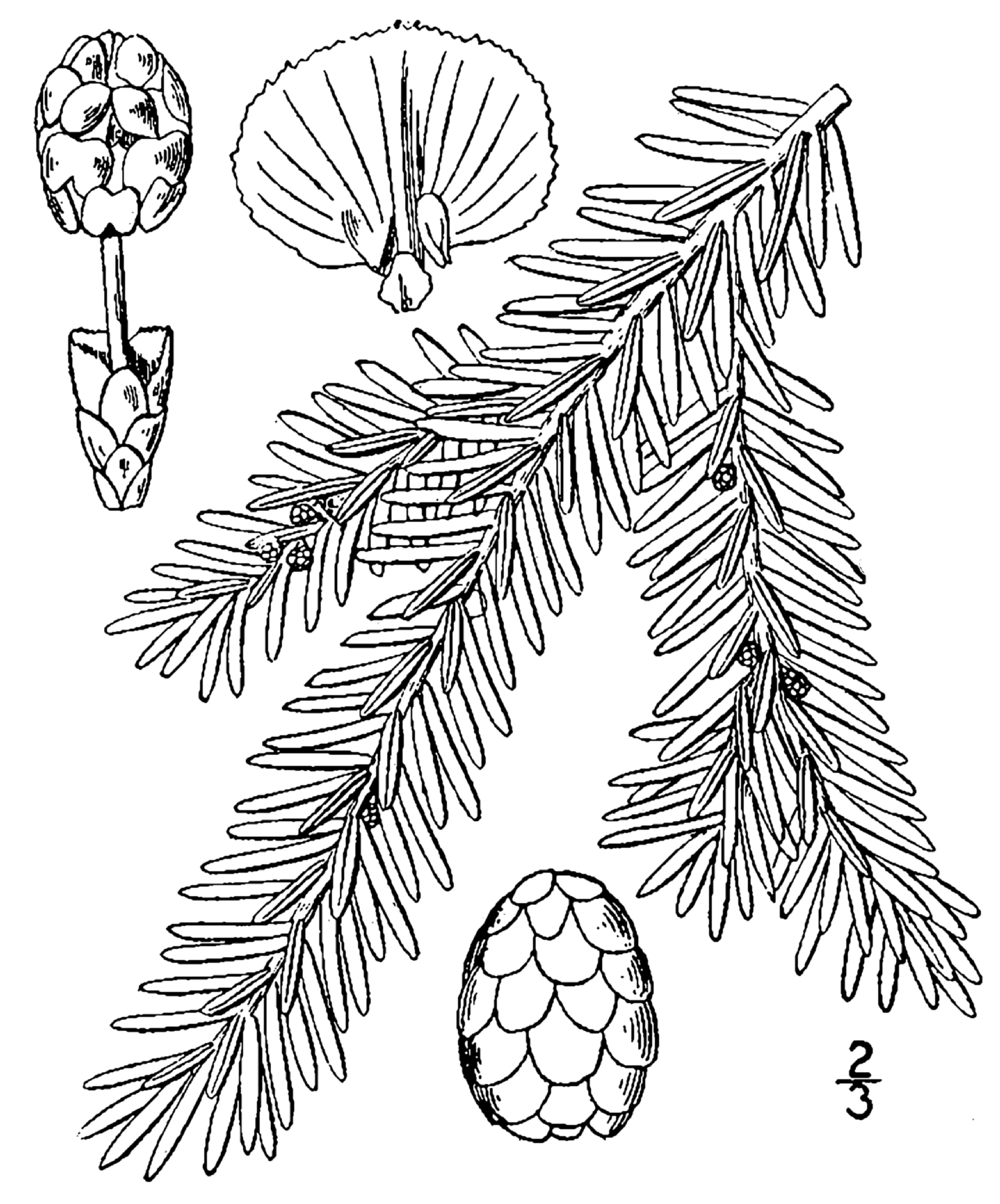
Dibujo de la línea de las hojas y piñas de la obra Flora ilustrada de los estados del norte y Canadá (Britton & Brown 1913).

La Tsuga de Canadá crece bien bajo la sombra y es de muy larga vida, con un espécimen muy antiguo, que se registró de por lo menos 554 años de edad. Este tipo de árbol, generalmente alcanza alturas de alrededor de 31 metros, pero se han registrado árboles excepcionalmente altos de hasta 53 metros. El diámetro del tronco a la altura del pecho suele ser de unos 1,5 metros, pero se ha encontrado troncos de hasta 1,75 metros. El tronco suele ser recto, y muy rara vez se bifurca. La corona es ampliamente cónica, mientras que la corteza es de color marrón y profundamente fisurada, especialmente con la edad.  Las ramas son de color amarillo-marrón con manchas (pulvinus) más oscuras de color marrón rojizo. Los capullos son de forma ovoide muy pequeños, de tan sólo 1,5 a 2,5 mm de longitud. Pueden ser ligeramente resinosos.
Las hojas miden de 15 a 20 mm de longitud, pero puede ser más cortas de 5 mm o más largas, hasta 25 mm. Son aplanadas y típicamente dísticas. La superficie inferior de la hoja, es glauca con 2 amplias estomas bien visibles, mientras que la superficie superior, es de un verde brillante al amarillo verdoso. Los márgenes de las hojas son ligeramente dentadas, especialmente cerca del ápice. La semilla son piñas o conos, de forma ovoides y suelen medir de 1,5 a 2,5 cm de longitud y de 1 a 1,5 cm de ancho. Las escamas son de forma ovale y cuneada y miden entre 8 y 12 mm de largo por 7 a 10 mm de ancho. El vértice es más o menos redondeado y con frecuencia se proyecta hacia el exterior. El ADN de este árbol posee 24 cromosomas diploides.

## Distribución y hábitat
El Tsuga de Canadá se produce a nivel del mar en el norte de su distribución, pero se encuentra principalmente en elevaciones de 600 a 1800 metros. Va desde el noreste de Minnesota hacia el este por el sur de Quebec y en Nueva Escocia, y el sur de los Montes Apalaches al norte de la Georgia, y Alabama. Poblaciones disjuntas se producen en el sureste de Piedmont, el oeste de Ohio y en Illinois, así como el este de Minnesota.  En Canadá está presente en Ontario y todas las Provincias y territorios al este, excepto Terranova y Labrador. En EE. UU. se encuentra en todos los estados del este, entre ellos Minnesota, Wisconsin, Indiana, Kentucky, Tennessee y Alabama, pero con exclusión de la Florida. Su género tiene estrecha relación con la Tsuga caroliniana. Se encuentra principalmente en las crestas rocosas, quebradas y laderas con niveles relativamente altos de humedad.

### Clima
Se limita generalmente a las zonas con climas fríos y húmedos. Las precipitaciones en las zonas donde crece es típicamente de entre 740 mm y más de 1270 mm por año. Las poblaciones más pequeñas son típicas de los bosques del norte que reciben fuertes nevadas, y los grupos más numerosos son comunes en las zonas sur, con lluvias de verano. Cerca de la costa atlántica y el sur de los Apalaches, donde los árboles a menudo alcanzan su mayor altura, las precipitaciones anuales a menudo excede los 1520 mm. En el norte de su área, las temperaturas en promedio en enero son de -12 °C, mientras que en julio la media es de solo 16 °C. En estas zonas la temporada libre de heladas puede durar menos de 80 días. En cambio, el extremo sur de su área de cobertura experimenta hasta 200 días sin heladas, y en enero solo recibe temperaturas de hasta 6 °C.

## La preservación de la especie

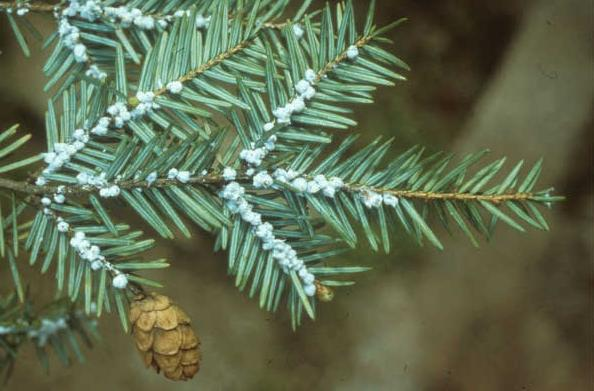
Rama infestada con Adelges tsugae.

El futuro de la especie está amenazada debido a la Adelges tsugae  un chupador de savia (Hemiptera) introducido accidentalmente desde Asia a los Estados Unidos en 1924. El Adelgid se ha propagado con rapidez en las partes meridionales del hábitat del árbol, y se ha establecido, mientras que su expansión hacia el norte es mucho más lenta. Prácticamente todos los abetos en las montañas del sur de los Apalaches se han visto infectados por el insecto en los últimos cinco a siete años, con miles de hectáreas de árboles muertos en últimos dos o tres años. Los intentos de salvar a los ejemplares más representativos tanto en tierras públicas como privadas están en curso. Un proyecto llamado "Búsqueda del Tsuga", financiado por el “Great Smoky Mountains National Park”, se está llevando a cabo para salvar la mayor cantidad de abetos orientales en el Parque. Es a través de la búsqueda de la Tsuga en los abetos que se han encontrado con troncos de hasta 44,8 m³ dentro del Parque hecho que lo convierte en las coníferas de hoja perenne oriental más grandes de América, superando en volumen, al  pino blanco del este y al Pinus taeda. El árbol es actualmente figura como especie amenazada en la IUCN Red List, pero sobrevive en gran medida por su amplia distribución y el hecho de que las poblaciones Adelgid no han llegado a las zonas del norte de su territorio.
En 2009 un estudio realizado por científicos del Servicio Forestal de los Estados Unidos sugiere la Adelges tsugae está matando abetos más rápido de lo esperado en el sur de los Apalaches y rápidamente ha modificado el ciclo del carbono de estos bosques. Según el Science Daily , la plaga podría matar a la mayoría de los abetos de la región en la próxima década. Según el estudio, los investigadores encontraron que "la infección en los abetos del Adelges tsugae, ha afectado el ciclo del carbono en los abetos" y que "los árboles infestados con Adelges tsugae en el Sur están disminuyendo mucho más rápido que el informe de descenso anual de algunos árboles infestados  en el Nordeste ".

### Paleoecología
Los tsuga eran muy abundantes en el norte-este de EE. UU. y el este de Canadá durante el Holoceno temprano, cuando sufrió una brusca declinación en la abundancia, casi desapareciendo de los registros de polen de hace unos 5.000 años. Más tarde regresó, pero nunca llegó a ser tan abundante como lo había sido anteriormente. Las causas de este "declive del tsuga" son desconocidos, pero es probable que haya sido debido a algún tipo de plaga o enfermedad.

### Árboles excepcionales
Debido a que es un árbol de vida especialmente larga, varios árboles muy grandes o impresionantes existen arriba y abajo de la costa este de América del Norte. Una organización, llamada  “Sociedad de árboles nativos del este” (Sus iniciales en inglés: ENTS), ha sido particularmente activa en el descubrimiento y la medición de estos árboles. En el sur de los Apalaches muchas visitan un ejemplar de 45 m de altura, y un árbol se ha medido en las montañas del Parque Nacional Great Smoky de 52,8 m de altura, aunque este árbol está muerto actualmente, el árbol vivo más alto ahora está en la "Montaña Noland", y es de 51,8 m de altura.
En total, el ENTS ha confirmado cuatro árboles de alturas de 51 m. En el Nordeste, el más alto, medido con precisión es el árbol es de 44 m. Este árbol, llamado el Abeto séneca, crece en los bosques Cook State Park, PA. Por encima de los 43° de latitud norte, la altura máxima de las especies es menor, menos de 39 m. En Nueva Inglaterra, hay abetos medidos por la ENTS de 42 m, aunque los árboles por encima de 39 metros son muy raros en Nueva Inglaterra. Por la latitud 44° N, la altura máxima es probable que no supere los 35 m. El rango de diámetros de los abetos maduros es de 0,75 a 1,8 m, los árboles de más de 1,6 m de diámetro son muy raro. En Nueva Inglaterra, el diámetro máximo es de 1,4 m. por lo que son las coníferas de hoja perenne natural más grandes en el este de Estados Unidos. El lugar donde se desarrollan las especies más grandes es el sur de los Apalaches, en especial en las Grandes Montañas Humeantes.

## Cultivo
El Tsuga canadensis ha sido un árbol popular para cultivar. La preferencia del árbol de sombra parcial y la tolerancia a la sombra completa le permite ser plantados en las áreas en las que otras coníferas no crecen fácilmente. Además, su follaje de textura muy fina que cae hasta el suelo, su hábito de crecimiento piramidal, y su capacidad para soportar la poda difícil, le hace una planta ornamental deseable.
Para el cultivo se prefiere los sitios que son ligeramente ácido a neutro, con suelo rico en nutrientes y húmedo, pero bien drenados. Con frecuencia es utilizado como pantalla contra el viento en zonas templadas, pero no se adapta como un árbol de protección contra el viento, ya que la exposición al viento causa muerte progresiva en el invierno. Tiene varios inconvenientes, tales como poca tolerancia a entornos urbanos, intolerancia de suelos muy húmedos o muy secos, y es susceptible al ataque de los Adelgid cicuta lanudos, aunque esto se puede tratar.
Su tendencia a eliminar las agujas rápidamente después de haber sido cortado hace que sea inadecuado como árbol de Navidad.
Fue introducida en los jardines británicos en 1736.
En el Reino Unido se encuentran con frecuencia en los grandes jardines, así como algunos parques, y es más común en las zonas orientales del país. A veces se emplea como barrera, pero se considera inferior para este uso en comparación con el Tsuga heterophylla (Hemlock Occidental), ya que no está bien adaptado al clima del Reino Unido y como consecuencia, a menudo tiene la copa poco desarrollada y el tronco sinuoso.
En Alemania cada vez se usa más los abetos en cultivos y también se la utiliza para forestación.

### Cultivares

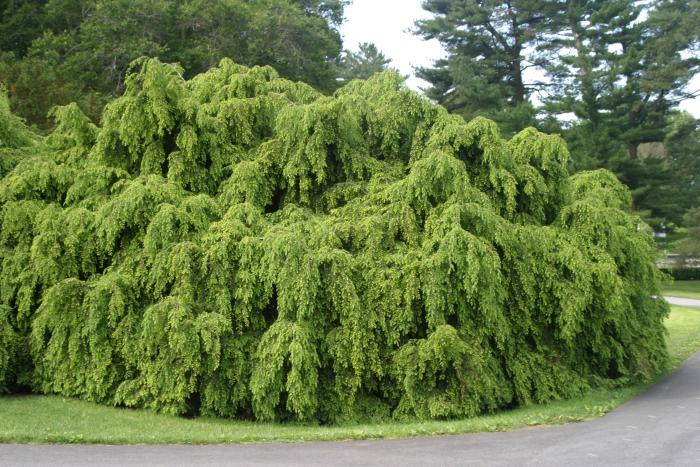
T. canadensis en forma de arbusto llorando.

Más de 300 plantaciones se han seleccionado para la comercialización de esta especie, muchas de las cuales adoptan formas enanas y arbustivas.